# Cotoons
Cotoons is een Franstalige Canadese animatieserie van Jean-Yves Le Porcher, Alain Pineau, Patricia Lavoie, in een coproductie van de Franse Film En Stock en Zone3 (Canada).
De televisieserie is bedoeld voor kinderen van 3 tot 6 jaar. De Cotoons zijn mollige kleine figuren met kenmerken van dieren. Tulipe, is heel ondeugend, en doet denken aan een bloem of een leeuw, Zoom, de scout, is een bij, Punky, de kunstenaar is een zebra en Wabap, de sportman is een kikker. De Cotoons zijn heel nieuwsgierig en ze aarzelen niet om zich regelmatig te teleporteren naar de menselijke wereld om een oplossing voor hun problemen te vinden.
Hoewel er geen Nederlandstalige nasynchronisatie van bestaat, zijn de figuurtjes wel bekend door de verkoop van Cotoons-speelgoed door het Franse Smoby.